# Мизгер, Станислав Иосифович
Станислав Иосифович Мизгер (1910—1942) — советский футболист.

## Биография
В футбол играл на позиции вратаря в московских командах «Унион», «Московский клуб спорта», «Красная Пресня-II», «Динамо» и «Динамо-клубная».
Голкипер «Московского клуба спорта» первого созыва, или как сейчас принято первый вратарь в истории московского «Спартака».
В межсезонье 1925/1926 гг. играл в хоккей с мячом на позиции полузащитника за «Динамо» и завершил со спортом.

## Достижения
Чемпионат Москвы по футболу
- Чемпион (3): 1922 (в), 1922 (о), 1923 (в)

Кубок КФС — «Коломяги» (Кубок абсолютного первенства Москвы)
- Финалист: 1922

Кубок Тосмена
- Финалист: 1923
- Приз открытия на кубок Майтова (Приз открытия сезона Московской футбольной лиги)
- Победитель: 1922

Первенство ДСО «Динамо»
- Победитель (2): 1924, 1925